# Tamna

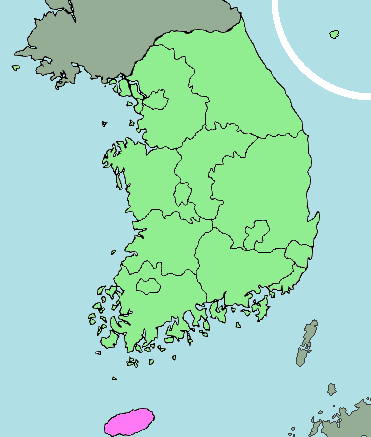
Situació de l'illa de Jeju.

L'estat de Tamna o Tamna-guk va ser un regne que va governar l'illa de Jeju des de l'antiguitat fins que va ser annexionat oficialment per la dinastia coreana Joseon en 1404, després dels llargs períodes de ser estat tributari de nombrosos regnes o regió administrativa autònoma. El clan Go (Jeju) és el cognom del Gran Duc (Seongju, 성주, 星主), que va governar Tamna Occidental durant quatre-cents anys. El clan Moon (Nampyeong) és el nom de la família del Gran Príncep (Wangja, 왕자, 王子), que va governar Tamna Aquest durant 400 anys. El Regne de Tamna també es coneix a vegades com Tangna (탕나), Seomna (섬나) i Tammora. Tots aquests noms signifiquen "país insular" en la llengua de Jeju.

## Llegendes de la fundació
Com el regne es va fundar durant la història pre-literària, no s'ha descobert cap registre històric de la fundació o la història primerenca de Tamna. Una llegenda conta que els tres fundadors divins del país -Go (고), Yang (양) i Bu (부)- van sorgir de tres forats en el sòl en el segle XXIV abans de Crist. Aquests forats, coneguts com Samseonghyeol (삼성혈), encara es conserven a la ciutat de Jeju.
Segons la llegenda, després que Yang Eulna (양을나/楊乙那) arribés a l'illa de Jeju, una caixa semimítica va aparèixer en la riba de l'illa. Yang Ul-la va buscar en la caixa i va trobar tres dones, cavalls, vaques i llavors agrícoles com a arròs, blat de moro, gra, mill, ordi i bambú. A partir d'aquests començaments, els tres homes van establir el regne de Tamna. Se'l considera l'avantpassat llegendari de Yang Tang, el fundador del bon-gwan.

## Història
Les proves arqueològiques indiquen que, al voltant del segle i d. C. el poble de Tamna estaven compromesos en el comerç actiu amb la Dinastia Han i el Japó Yayoi, nacions del sud-est asiàtic, amb la dinastia Chola dels tàmils, així com la Corea peninsular, pel segle i d. C.